# المسيحية في بنين

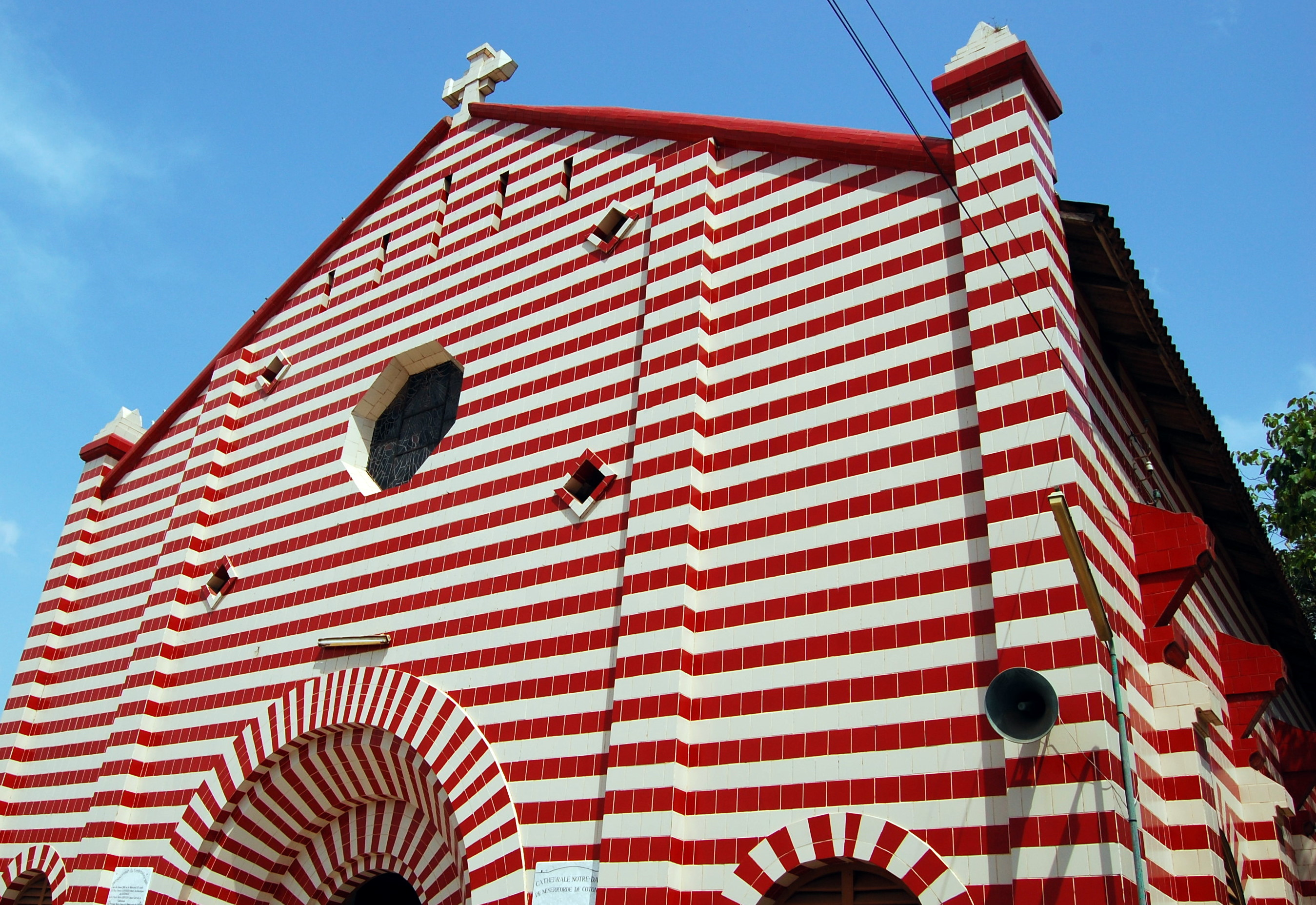
كاتدرائية نوتردام دي أبوتر الكاثوليكيَّة في كوتونو.

تُشكل المسيحية في بنين أكبر الديانات إنتشاراً بين السكان، حيث وفقاً لتقديرات التعداد السكاني لعام 2002 شكّل المسيحيون حوالي 42.8% من السكان في بنين أو حوالي 3,762,904 نسمة، يليهم المسلمين مع حوالي 24.4% من السكان وأتباع عقيدة الفودو مع حوالي 17.3% من السكان. وفقًا لتعداد عام 2002 حوالي 27.1% من السكان في بنين هم من الرومان الكاثوليك، وحوالي 5% هم من أتباع طوائف مسيحية أفريقية، وحوالي 3.2% من أتباع الكنيسة ميثودية، في أن حوالي 7.5% ينتمون إلى جماعات مسيحية أخرى منها المعمدانيين، والخمسينيين، والسبتيين، والمورمون وشهود يهوه.
وصلت المسيحية بنين لأول مرة عام 1680، وشهدت ازدهار في القرن التاسع عشر، خصوصًا مع وصول البعثة الميثودية الإنجليزية في عام 1843. وتسود المسيحية في جنوب البلاد، وخاصةً في كوتونو، العاصمة الاقتصادية للبلاد. وليس من غير المعتاد أن يُمارس أفراد العائلة نفسها الديانة المسيحية أو الإسلام أو الديانات الأفريقية التقليدية أو مزيج من كل هذه المعتقدات.

## تاريخ

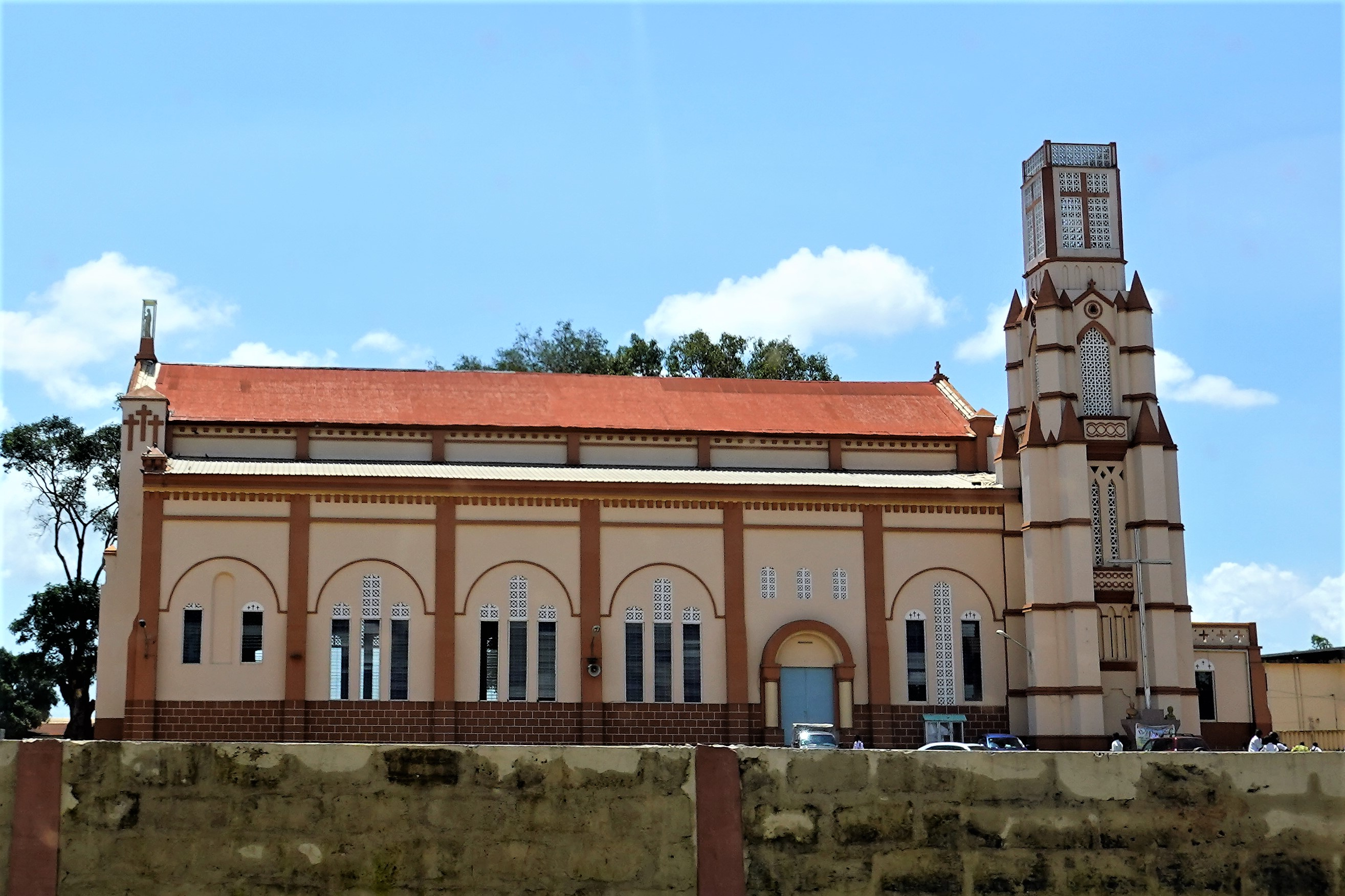
كاتدرائية بورتو نوفو.

وصل البرتغاليون إلى المنطقة عام 1485، ووصلت المسيحية بنين لأول مرة من خلال البعثات التبشيرية عام 1680 وبُنيت كنيسة صغيرة في بلدة أويدا، وشهدت البعثات المسيحية ازدهاراً في القرن التاسع عشر، خصوصًا مع وصول البعثة الميثودية الإنجليزية في عام 1843. بحلول عام 1830، تألفت الطائفة الكاثوليكية في بنين من حوالي 2,000 برتغالي وعبيد أُعيدوا من البرازيل وعاشوا على طول الساحل وكانوا خاضعين روحياً تحت سلطة أسقف ساو تومي. وفي عام 1860، أصبحت المنطقة جزءًا من النيابة الرسولية لغينيا وعهدت رعايتها إلى جمعية الإرساليات الأفريقية. وصل قسيسان إلى أويدا عام 1861، لكن جهودهما اقتصرت على العمل بين الأجانب المقيمين فيها. تأسست محافظة داومي الرسولية عام 1883 وتضمنت سلطتها توغو لفترة وجيزة. بعد نجاح الحملة العسكرية الفرنسية، والتي أطاحت بالحكومة الأصلية عام 1892، مُنحت حرية التبشير في عام 1894، عندما أصبحت المنطقة مستعمرة فرنسية. في عام 1901، تم إنشاء نيابة داهومي الرسولية وامتدت سلطتها إلى الشمال، بما في ذلك النيجر.
أسست مجموعة من النساء الأصليات رهبانية محلية في عام 1912، وافتتحت مدرسة دينية في أويدا في عام 1913. تم إنشاء محافظة رسولية جديدة، ضمت شمال بنين وفي نيامي بالنيجر في عام 1942. في عام 1948، أصبح شمال بنين جزءاً من المقاطعة الرسولية لباراكو (وارتقيت إلى مستوى الأبرشية في عام 1964). تم إنشاء نيابة أخرى في عام 1954 تحت اسم جنوب شرق بورتو نوفو (وتم ترقيتها إلى أبرشية في عام 1955). تم إنشاء التسلسل الهرمي في عام 1955، عندما أصبحت كوتونو أبرشية ومركز أسقفي للبلاد. أسس رهبان الترابسيت منزلًا في عام 1959 وأسست راهبات سيسترسيان منزلاً في عام 1960. وفي عام 1947 تأسست كنيسة المسيح السماوية من قبل صموئيل أوشوفا.
كانت المنطقة تابعة لفرنسا في عام 1946، وحصلت على استقلالها وأصبحت جمهورية داهومي في 1 أغسطس من عام 1960. في عام 1974 وصلت إلى السلطة حكومة ماركسية، انتقدت الكنيسة الكاثوليكية الحكومة الجديدة علنًا، بسبب خصائصها الإلحادية والمادية والمناهضة للدين، وتم تغيير اسم البلد من داهومي إلى بنين. خلال الحقبة الماركسية تم تبني سياسات الإلحاد وتم تأميم جميع الكنائس. تم إلغاء التأشيرات المعطاة للمبشرين الأجانب، مما أجبرهم على مغادرة البلاد، في حين تم تهديد القساوسة المحليين بالاعتقال بسبب أعمالهم والتي كانت تعُتبر بمثابة تهديد للدولة. في ديسمبر عام 1989 أُطيح بالحكومة الماركسية، وفي فبراير من نفس العام، قاد رئيس أساقفة كوتونو، إيزيدور دي سوزا، اللجنة التي صاغت دستور البلاد الجديد. وجرت الانتخابات الرئاسية الديمقراطية في عام 1991.

### الوضع الحالي

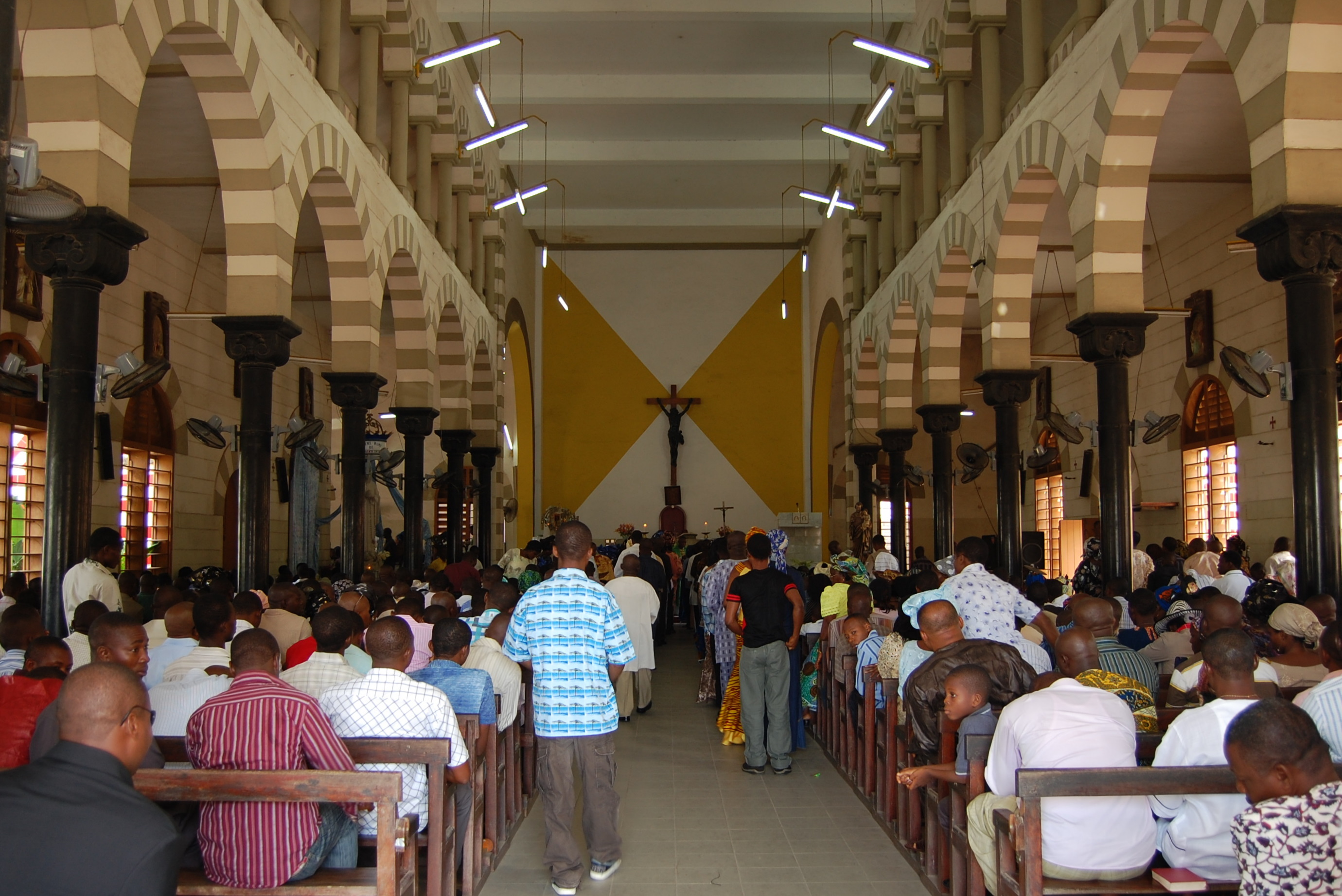
كاثوليك يصلون في كاتدرائية نوتردام دي أبوتر في كوتونو.

تتشكل بنية الكنيسة الرومانية الكاثوليكية في بنين من أسقفية كوتونو والتي تضم أربعة أبرشيات وأسقفيَّة باركو والتي تضم أيضاً أربعة أبرشيات. في عام 2011 أفيد أنه عمل في البلاد 440 رجل دين كاثوليكي وحوالي 900 من الرهبان والراهبات. في ديسمبر عام 1997، افتتح الفاتيكان حرماً جامعياً لمعهد يوحنا بولس الثاني في كوتونو، وهي مدرسة في روما تركز على دراسة الزواج والحياة الأسرية. وتدير الكنيسة الكاثوليكية أكثر من 200 مؤسسة تعليمية يدرس بها حوالي 58,000 طالب، وحوالي 12 مستشفى، وحوالي 64 عيادة خارجية، وثلاثة عيادات للجذام، وسبعة دور لرعاية المسنين، وحوالي 41 داراً للأيتام وحضانة بالإضافة إلى 23 مؤسسة أخرى ذات طبيعة أخرى. وتملك الكنيسة الكاثوليكية محطة إذاعية كاثوليكية، والتي تذيع برامج متعلقة بالكنيسة. يقيم معظم الكاثوليك في الجنوب وفي مدينتي بورتو نوفو وكوتونو وما حولها. تُشير التقديرات إلى أن 17% من سكان بنين يمارسون الفودو، بما في ذلك بعض المسيحيين والمسلمين، على الرغم من أنهم لا يمارسون ذلك علانية دائمًا.
في عام 2011 قام البابا بندكت السادس عشر بزيارة بنين وامتلأ استاد كوتونو بخمسين ألف مشارك في القداس، في بلد يعد موطنا لعبادات الفودو من ناحية ومعقلاً للكنيسة الكاثوليكية من ناحية أخرى، بينما تشيع ممارسات مختلطة بين السكان. كانت تجارة الأطفال الرقيق من القضايا التي تثير قلق قادة الكنيسة بشكل متزايد، وأنشأت أبرشية كوتونو مركزاً استشارياً للتعامل مع هذه القضية. في عام 2020، أثناء جائحة فيروس كورونا 2019–20، قامت الكنيسة بحشد جهود كبيرة لمكافحة الجائحة، وخاصةً من خلال شراء منتجات مثل 11,000 قناع ومعقم اليدين، ليتم التبرع بها للمستشفيات والسجون من قبل جميع أبرشيات البلاد.

## ديموغرافيا

### التعداد السكاني

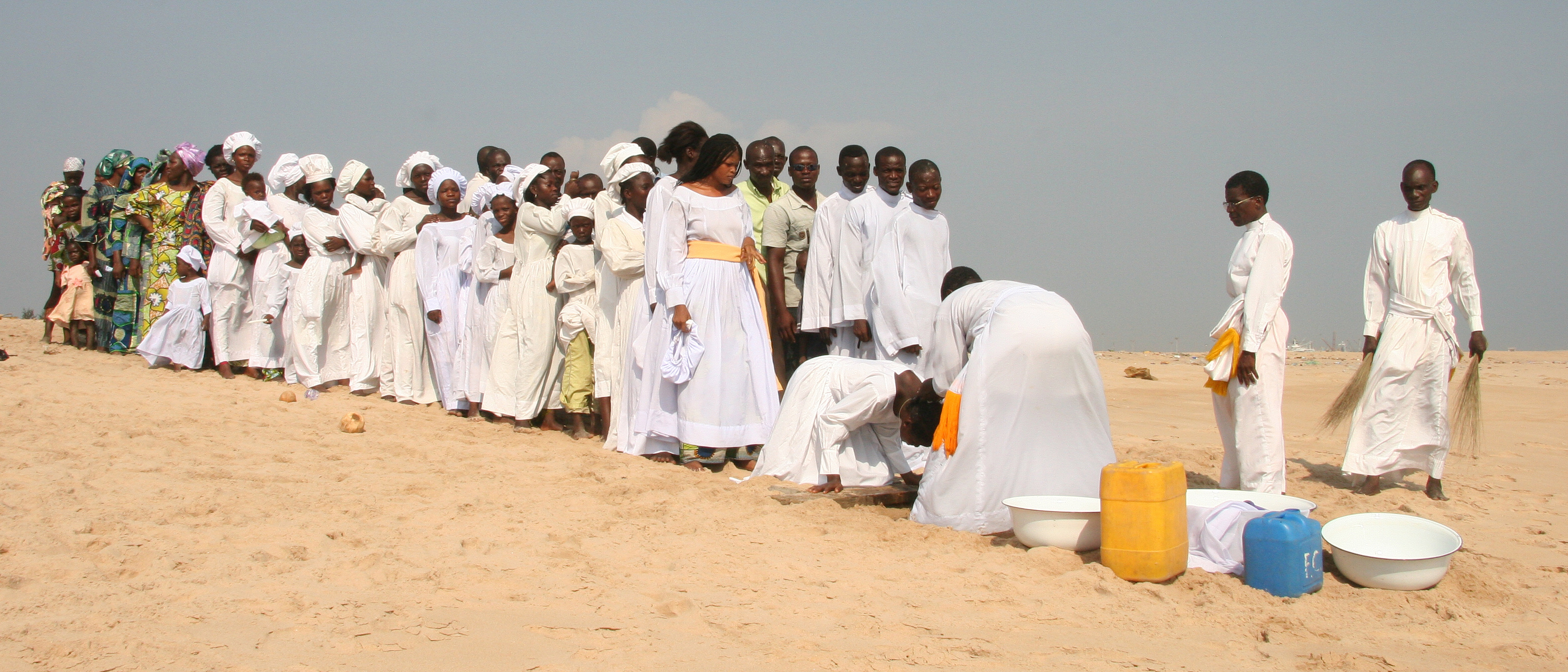
مراسيم دينية للحصول على المعمودية في كوتونو.

شكّل المسيحيون حوالي 42.8% من السكان في بنين أو حوالي 3,762,904 وذلك حسب تقديرات التعداد السكاني لعام 2002، يليهم المسلمين مع حوالي 24.4% من السكان وأتباع عقيدة الفودو مع حوالي 17.3% من السكان. وفقًا لتعداد عام 2002 حوالي 27.1% من السكان في بنين هم من الرومان الكاثوليك، وحوالي 5% هم من أتباع طوائف مسيحية أفريقية، وحوالي 3.2% من أتباع الكنيسة ميثودية، في أن حوالي 7.5% ينتمون إلى جماعات مسيحية أخرى منها المعمدانيين، والخمسينيين، والسبتيين، والمورمون وشهود يهوه.

### دراسات استقصائية
يًشير مسح التعداد الأكثر حداثة الذي أجراه معهد الديمغرافيا والصحة بين عام 2011 وعام 2012 إلى أن نسبة المسيحيين قد ارتفعت إلى 57.5% من السكان بينما تراجع المسلمون إلى 22.8%. وبحسب تقديرات الدراسة وصلت نسبة الكاثوليك إلى حوالي 33.9% من السكان، في حين أن 23.6% من السكان من أتباع الطوائف المسيحية الأخرى. ووفقاً لمركز بيو، بلغت نسبة المسيحيين سنة 2010 نحو 53% من السكان، ومن المتوقع أن تنخفض النسبة بحلول 2050 إلى نحو 48.5%. ويتوقع مركز بيو للأبحاث أن تزداد أعداد المسيحيين من 4.6 مليون عام 2010 إلى 10.4 مليون عام 2050. وفقًا لدراسة المؤمنون في المسيح من خلفية مسلمة: إحصاء عالمي وهي دراسة أجريت من قبل جامعة سانت ماري الأمريكيّة في تكساس سنة 2015 وجدت أن عدد المسلمين في بنين المتحولين للديانة المسيحية يبلغ حوالي 40,000 شخص. ومن المناطق الرئيسية التي يتواجد فيها أتباع الديانة المسيحية في بنين في في جنوب ووسط بنين وفي أوتاماري وأتاكورا.